# Ronaldo Câmara
Ronaldo Câmara, (Rio de Janeiro, 1944) é um fotojornalista brasileiro.

## Carreira
Fotógrafo brasileiro com fotos publicadas no Der Spiegel, Washington Post, New York Times, The Globe e muitos outros órgãos da imprensa mundial. Ronaldo iniciou sua carreira em 1965, na TV Rio e passou pela Revista Manchete e O Cruzeiro cumprindo pautas em diversas áreas. De 1970 até meados do anos anos 80 foi "freelancer" do Caderno Ela , de O Globo, editado por Nina Chavs. Nesse período também fazia “freelancer” para a primeira revista masculina brasileira FAIRPLAY editada por Ziraldo.

## Trabalhos
Entre os anos de 1974 e 1982 foi comandante de helicópteros da Líder Táxi Aéreo – a maior parte do tempo na Amazônia, onde aproveitou para fotografar povos da floresta e índios brasileiros, material que faz parte do seu acervo de cerca de 140 mil imagens. Também foi contratado como piloto do filme MOONRAKER (007 contra o Foguete da Morte).
Recentemente publicou O RETRATISTA, um projeto de mais de 55 anos de retratos das mais diversas personalidades brasileiras, sempre em fotos exclusivas para suas lentes. Nomes como Tom Jobim, Vinícius de Moraes, Rubem Braga, Burle Marx e tantos outros. Seu último livro foi CRONICAS DO MAR EM FRENTE sobre os 100 ANOS DO LEBLON em parceria com o publicitário Evandro Barreto.